# ديفيد براونينج
ديفيد براونينج (بالإنجليزية: David Browning)‏ هو غطاس أمريكي، ولد في 5 يونيو 1931 في بوسطن في الولايات المتحدة، وتوفي في 13 مارس 1956 في رانتول في الولايات المتحدة.

## وصلات خارجية
- ديفيد براونينج على موقع الاتحاد الدولي للسباحة (الإنجليزية)
- ديفيد براونينج على موقع قاعة مشاهير السباحة العالمية (الإنجليزية)
- ديفيد براونينج على موقع اللجنة الأولمبية الدولية (الإنجليزية)
- ديفيد براونينج على موقع أوليمبيديا (الإنجليزية)